# NGC 3695
NGC 3695 (ook: NGC 3698) is een balkspiraalstelsel in het sterrenbeeld Grote Beer. Het hemelobject werd op 31 maart 1867 ontdekt door de Ierse astronoom Robert Stawell Ball. Het werd verder onderzocht door Johan Dreyer, en kreeg het catalogusnummer NGC 3698.

## Synoniemen
- UGC 6490
- MCG 6-25-78
- ZWG 185.71
- PGC 35389